# Władimir Pilguj
Władimir Michajłowicz Pilguj (ros. Владимир Михайлович Пильгуй, ukr. Володимир Михайлович Пільгуй, Wołodymyr Mychajłowycz Pilhuj; ur. 26 stycznia 1948 w Dniepropietrowsku) – rosyjski piłkarz pochodzenia ukraińskiego, grający na pozycji bramkarza, były reprezentant kraju, trener piłkarski.

## Kariera piłkarska
Pilguj jest wychowankiem klubu Budiwelnyk Dniepropetrowsk. Profesjonalną karierę piłkarza rozpoczął w 1967 w zespole Dnipro Dniepropietrowsk. Od 1970 grał w Dinamo Moskwa. Już w pierwszym sezonie w barwach Dinamo zdobył Pucharu ZSRR. Sukces ten powtórzył także w 1977. Został także wicemistrzem ZSRR w 1970. 
Wraz z klubem osiągnął także sukces w rozgrywkach europejskich, docierając do finału Pucharu Zdobywców Pucharów w sezonie 1971/72. Dinamo przegrało w finale 2:3 z Rangersami. Łącznie przez 11 lat gry dla Dinama zagrał w 223 spotkaniach, w których wpuścił 209 bramek. Od 1982 reprezentował barwy Kubań Krasnodar, w którym zagrał w 55 spotkaniach. Karierę piłkarską zakończył w 1983.
| Sezon | Klub                    | Kraj | Rozgrywki          | Mecze | Bramki |
| ----- | ----------------------- | ---- | ------------------ | ----- | ------ |
| 1967  | Dnipro Dniepropietrowsk | ZSRR | Pierwaja liga ZSRR | 1     | 0      |
| 1968  | Dnipro Dniepropietrowsk | ZSRR | Pierwaja liga ZSRR | 29    | 0      |
| 1969  | Dnipro Dniepropietrowsk | ZSRR | Pierwaja liga ZSRR | 38    | 0      |
| 1970  | Dinamo Moskwa           | ZSRR | Wyższa liga ZSRR   | 23    | 0      |
| 1971  | Dinamo Moskwa           | ZSRR | Wyższa liga ZSRR   | 26    | 0      |
| 1972  | Dinamo Moskwa           | ZSRR | Wyższa liga ZSRR   | 27    | 0      |
| 1973  | Dinamo Moskwa           | ZSRR | Wyższa liga ZSRR   | 30    | 0      |
| 1974  | Dinamo Moskwa           | ZSRR | Wyższa liga ZSRR   | 4     | 0      |
| 1976  | Dinamo Moskwa           | ZSRR | Wyższa liga ZSRR   | 1     | 0      |
| 1977  | Dinamo Moskwa           | ZSRR | Wyższa liga ZSRR   | 24    | 0      |
| 1978  | Dinamo Moskwa           | ZSRR | Wyższa liga ZSRR   | 14    | 0      |
| 1979  | Dinamo Moskwa           | ZSRR | Wyższa liga ZSRR   | 11    | 0      |
| 1980  | Dinamo Moskwa           | ZSRR | Wyższa liga ZSRR   | 21    | 0      |
| 1981  | Dinamo Moskwa           | ZSRR | Wyższa liga ZSRR   | 13    | 0      |
| 1982  | Kubań Krasnodar         | ZSRR | Wyższa liga ZSRR   | 28    | 0      |
| 1983  | Kubań Krasnodar         | ZSRR | Pierwaja liga ZSRR | 27    | 0      |

## Kariera reprezentacyjna
Pilguj w reprezentacji ZSRR zadebiutował 7 czerwca 1972 w spotkaniu przeciwko reprezentacji Bułgarii, wygranym 1:0. W tym samym roku został powołany na Euro 1972. na którym ZSRR dotarło do finału. Podczas turnieju nie zagrał w żadnym ze spotkań. Podczas Igrzysk Olimpijskich w Monachium zagrał w dwóch spotkaniach z Meksykiem i Danią. Wraz z drużyną zdobył brązowy medal. 
Ten sam sukces powtórzył w 1980 w Moskwie. Po raz ostatni w reprezentacji zagrał 7 września 1977 w meczu przeciwko Polsce, wygranym 4:1. Łącznie w latach 1972–1977 wystąpił w 12 spotkaniach reprezentacji ZSRR, w których wpuścił 9 bramek.
| Mecze i gole w reprezentacji | Mecze i gole w reprezentacji | Mecze i gole w reprezentacji | Mecze i gole w reprezentacji | Mecze i gole w reprezentacji | Mecze i gole w reprezentacji | Mecze i gole w reprezentacji |
| #                            | Data                         | Miasto                       | Przeciwnik                   | Gol                          | Wynik                        | Rozgrywki                    |
| ---------------------------- | ---------------------------- | ---------------------------- | ---------------------------- | ---------------------------- | ---------------------------- | ---------------------------- |
| 1.                           | 07.06.1972                   | Moskwa                       | Bułgaria                     |                              | 1:0                          | towarzyski                   |
| 2.                           | 01.09.1972                   | Ratyzbona                    | Meksyk                       |                              | 4:1                          | IO 1972                      |
| 3.                           | 08.09.1972                   | Augsburg                     | Dania                        |                              | 4:0                          | IO 1972                      |
| 4.                           | 18.10.1972                   | Dublin                       | Irlandia                     |                              | 2:1                          | El. MŚ 1974                  |
| 5.                           | 28.03.1973                   | Płowdiw                      | Bułgaria                     |                              | 0:1                          | towarzyski                   |
| 6.                           | 18.04.1973                   | Kijów                        | Rumunia                      |                              | 2:0                          | towarzyski                   |
| 7.                           | 13.05.1973                   | Moskwa                       | Irlandia                     |                              | 1:0                          | El. MŚ 1974                  |
| 8.                           | 21.06.1973                   | Moskwa                       | Brazylia                     |                              | 0:1                          | towarzyski                   |
| 9.                           | 05.09.1973                   | Moskwa                       | RFN                          |                              | 0:1                          | towarzyski                   |
| 10.                          | 17.10.1973                   | Lipsk                        | NRD                          |                              | 0:1                          | towarzyski                   |
| 11.                          | 30.10.1974                   | Dublin                       | Irlandia                     |                              | 0:3                          | El. ME 1976                  |
| 12.                          | 07.09.1977                   | Wołgograd                    | Polska                       |                              | 4:1                          | towarzyski                   |

## Kariera trenerska
Po zakończeniu kariery piłkarskiej w latach 1987–1989 pracował na stanowisku Prezesa drużyny „Klub seniorów sportu ZSRR” (reprezentacji seniorów ZSRR w piłce nożnej). W latach 1989–1990 pełnił funkcję Prezesa klubu Dinamo Moskwa. W 1992 został wybrany na Dyrektora Generalnego Rosyjskiej Profesjonalnej Piłkarskiej Ligi. W latach 1996–1997 zajmował stanowisko Dyrektora Generalnego klubu Torpedo-Łużniki Moskwa. 
W końcu lat 90. XX wieku pracował jako przedstawiciel Ministerstwa Ośrodków Wypoczynkowych i Turystyki Autonomicznej Republiki Krymu w Moskwie. Zakres jego obowiązków to: propaganda wypoczynku na Krymie, realizacja biletów do ośrodków wypoczynkowych i bazy turystyczne, współpraca z agencjami turystycznymi. 
W latach 2003–2005 pomagał trenować bramkarzy młodzieżowej i juniorskiej reprezentacji Rosji. W latach 2007–2010 pracował na stanowisku dyrektora sportowego klubu Saturn Ramienskoje, kierował działem selekcji. W latach 2011–2012 pełnił funkcję asystenta trenera w Torpedo Moskwa.

## Sukcesy i odznaczenia

### Sukcesy klubowe
- finalista Pucharu Zdobywców Pucharów: 1971/72
- wicemistrz ZSRR: 1970
- brązowy medalista Mistrzostw ZSRR: 1973, 1975
- zdobywca Pucharu ZSRR: 1970, 1977

### Sukcesy reprezentacyjne
- wicemistrz Europy: 1972
- brązowy medalista igrzysk olimpijskich: 1972, 1980

### Sukcesy indywidualne
- najlepszy bramkarz ZSRR: 1973
- wybrany do listy 33 najlepszych piłkarzy ZSRR: Nr 1 (1973), Nr 2 (1972, 1977), Nr 3 (1971, 1974)
- 3. miejsce w plebiscycie na najlepszego piłkarza ZSRR: 1973
- członek symbolicznego Klubu Lwa Jaszyna.

### Odznaczenia
- nagrodzony tytułem Mistrza Sportu ZSRR: 1969
- nagrodzony tytułem Mistrza Sportu Klasy Międzynarodowej: 1972